# Krig-ha, Bandolo!
Krig-ha, Bandolo! é o álbum de estreia da carreira solo do cantor e compositor brasileiro Raul Seixas, gravado e lançado pela Philips (atual Universal Music) em 21 de julho de 1973.

## Antecedentes
Este é o quarto álbum no qual Raul Seixas esteve envolvido como cantor e o primeiro de grande sucesso, após tentativas frustradas com os discos Raulzito e os Panteras, de sua primeira banda, e Sociedade da Grã-Ordem Kavernista Apresenta Sessão das 10, de seu segundo grupo quando ainda era produtor da CBS Records. Além desses, Raul esteve envolvido em um projeto da gravadora Philips que levou ao lançamento, em maio de 1973, de um álbum intitulado Os 24 Maiores Sucessos da Era do Rock, creditado a uma banda fictícia chamada Rock Generation. Após o sucesso de Raul Seixas, o álbum passaria a ser creditado em seu nome.

## Gravação e produção
O título "Krig-há, Bandolo!" faz referência a um grito de guerra do personagem Tarzan, conhecido à época nas revistas em quadrinhos da EBAL, e que significa "Cuidado, eu mato!" Este álbum, assim como o seu sucessor Gita, teve algumas de suas canções gravadas em inglês, com traduções de Marcelo Ramos Motta. Raul e Paulo objetivavam fazer sucesso nos Estados Unidos, mas a ideia de lançar as versões não se concretizou.

## Recepção

### Lançamento e promoção
O álbum teve diversos eventos de promoção realizados ou patrocinados pela gravadora de Raul, a Philips - como uma caminhada pelas ruas do Rio de Janeiro - culminando com um show no teatro Tereza Rachel no dia do lançamento do disco, 21 de julho de 1973.

### Fortuna crítica
| Críticas profissionais  | Críticas profissionais |
| Avaliações da crítica   | Avaliações da crítica  |
| Fonte                   | Avaliação              |
| ----------------------- | ---------------------- |
| Folha de S.Paulo (1973) | Mista                  |
| Sul 21 (2013)           | Favorável              |

## Legado
A revista Rolling Stone divulgou uma lista dos 100 maiores discos da música brasileira, na qual Krig-Ha, Bandolo! ocupou a 12ª posição. Além do álbum, o único outro disco de Raul Seixas que se encontra na lista é Novo Aeon, de 1975, no 53° lugar. Em setembro de 2012, foi eleito pelo público da Rádio Eldorado FM, do portal Estadao.com e do Caderno C2+Música (estes dois últimos pertencentes ao jornal O Estado de S. Paulo) como o quinto melhor disco brasileiro da história.

## Faixas
| Lado A         |                                    |                            |         |  |
| N.º            | Título                             | Compositor(es)             | Duração |  |
| 1.             | "Introdução: Good Rockin' Tonight" | Roy Brown                  | 0:50    |  |
| 2.             | "Mosca na Sopa"                    | Raul Seixas                | 3:58    |  |
| 3.             | "Metamorfose Ambulante"            | Raul Seixas                | 3:50    |  |
| 4.             | "Dentadura Postiça"                | Raul Seixas                | 1:30    |  |
| 5.             | "As Minas do Rei Salomão"          | Raul Seixas / Paulo Coelho | 2:22    |  |
| 6.             | "A Hora do Trem Passar"            | Raul Seixas / Paulo Coelho | 1:50    |  |
| Duração total: | Duração total:                     | Duração total:             | 14:20   |  |

| Lado B         |                                           |                            |         |  |
| N.º            | Título                                    | Compositor(es)             | Duração |  |
| 1.             | "Al Capone"                               | Raul Seixas / Paulo Coelho | 2:38    |  |
| 2.             | "How Could I Know"                        | Raul Seixas                | 2:36    |  |
| 3.             | "Rockixe"                                 | Raul Seixas / Paulo Coelho | 3:44    |  |
| 4.             | "Cachorro Urubu"                          | Raul Seixas / Paulo Coelho | 2:08    |  |
| 5.             | "Ouro de Tolo"                            | Raul Seixas                | 2:51    |  |
| 6.             | "Meu Nome É Raul Santos Seixas (Vinheta)" | Raul Seixas                | 0:51    |  |
| Duração total: | Duração total:                            | Duração total:             | 14:42   |  |

## Créditos

### Músicos
- Guitarra: Raul Seixas e Jay Anthony Vaquer
- Banjo: José Menezes
- Piano: Miguel Cidras e José Roberto Bertrami
- Teclados: Luiz Paulo Simas e Miguel Cidras
- Baixo: Paulo César Barros e Alex Malheiros
- Berimbau: Paulinho Braga
- Pandeiro: Marco Mazzola
- Bateria: Pedrinho Batera, Bill French e Mamão

### Ficha técnica
- Coordenação: Roberto Menescal
- Direção musical: Marco Mazzola e Raul Seixas
- Produção artística: Marco Mazzola e Raul Seixas
- Técnicos de gravação: Ary Carvalhães e Luigi Hoffer
- Auxiliar técnico: Paulo Sérgio e Luís Claúdio Coutinho
- Corte: Joaquim Figueira
- Concepção da capa: Aldo Luiz, Raul Seixas, Paulo Coelho, Edith Wisner e Adalgisa Rios
- Foto da capa: Cláudio Fortuna
- Encarte: Adalgisa Rios